# خیرآباد (نصرآباد)
 خیرآباد ، روستایی در دهستان کاریزان بخش نصرآباد و در ۴۵ کیلومتری شهرستان تربت جام و ۱۲۲ کیلومتری شهر مشهد و ۴۵ کیلومتری شهر فریمان در استان خراسان رضوی ایران است. در دوره سوم شورای اسلامی شهر و روستا اسم خیرآباد به نام ملک شهر در وزارت کشور ثبت شده است. ولی هنوز شهر نشده ودرحال شهر شدن است.در این روستا زیارتگاهی با نام سیدحسین رضوی ثبت شده. که مقبره ایشان توسط مشهدی حسین نیک رو و مشهدی کریم کریمیان وبعدازآن توسط اداره اوقاف در این روستا بنا شده است که مردم این روستا و روستاهای همجوار جهت زیارت و اجابت دعا به این روستا تشریف می آورند.

## جغرافیا
ارتفاع این روستا از سطح دریا ۱٬۱۱۰ متر است و در ۷ کیلومتری شمال غرب نصرآباد قرار دارد.

## جمعیت
بر پایه سرشماری عمومی نفوس و مسکن در سال ۱۳۹۵جمعیت این روستا ۴٬۴۴۲ نفر (در ۱٬۲۵۷خانوار) بوده‌است.